# Биківка
Би́ківка — селище в Україні, у Романівській селищній територіальній громаді Житомирського району Житомирської області. Площа території — 2,65 км², кількість населення — 1 979 осіб (2001). У 1923—2020 роках — адміністративний центр однойменних сільської та селищної рад. До 1938 року — село, у 1938—2024 роках — селище міського типу.

## Загальна інформація
Селище знаходиться на лівому березі річки Тня. Розташовано у південно-західній частині області, за 65 км від Житомира та 18 від Романова, за 22 км від залізничної станції Курне та 32 км на південний захід від залізничної станції Разіне. Через селище проходить автошлях Разіне—Романів—Довбиш.
В селищі функціонують загальноосвітня школа, дитячий садок, лікарня, будинок культури, бібліотека, відділення зв'язку, діє римо-католицький костел та православна церква.
На околиці виявлено поселення Трипільської культури.

## Населення
Відповідно до результатів перепису населення Російської імперії 1897 року, загальна кількість мешканців села становила 618 осіб, з них: православних — 168, римокатоликів — 356, юдеїв — 92, чоловіків — 321, жінок — 297.
Наприкінці 19 століття в селі проживало 700 мешканців, дворів — 85, у 1906 році — 317 осіб, дворів — 23.
У 1923 році чисельність населення становила 330 осіб, кількість дворів — 65.
За даними перепису населення 1939 року в Биківці проживало 1872 особи: поляків — 47,3 % або 885 осіб, українців — 32,2 % або 602 особи, євреїв — 8,1 % або 151 особа, німців — 7,5 % або 141 особа, інших національностей — 5 % або 93 особи.
У 1972 році в селищі нараховувалося 2 100 жителів та 690 дворів.
Відповідно до результатів перепису населення СРСР, кількість населення, станом на 12 січня 1989 року, становила 2 069 осіб, станом на 5 грудня 2001 року, відповідно до перепису населення України, кількість мешканців села становила 1 979 осіб.

## Історія
Назва селища походить від прізвища гайдамацького отамана Бикова, котрий у 17 столітті заснував тут поселення. У 1852 році збудовано Биківську гуту.
Наприкінці 19 століття — село Чуднівської волості Житомирського повіту Волинської губернії, за 50 верст від Житомира.
У 1906 році — сільце Чуднівської волості (3-го стану) Житомирського повіту Волинської губернії. Відстань до губернського та повітового центру, м. Житомир, становила 40 верст, до волосного центру, містечка Чуднів, 40 верст. Найближче поштово-телеграфне відділення розташовувалося в Чуднові.
В березні 1921 року, в складі волості, увійшло до новоствореного Полонського повіту Волинської губернії.
4 листопада 1921 року, у полудень, під час Листопадового рейду, через Биківку проходила Подільська група (командувач Сергій Чорний) Армії Української Народної Республіки. Тут вона розгромила батальйон московських військ: було захоплено 3 скоростріли, кілька коней із сідлами, батальйонний прапор. У полон потрапила секретарка з ЧК, яку було повішено.
У 1923 році включене до складу новоствореної Биківської сільської ради, котра, від 7 березня 1923 року, стала частиною новоутвореного Чуднівського району Житомирської (згодом — Волинська) округи; адміністративний центр ради. Розміщувалося за 40 верст від районного центру, міст. Чуднів.
1 вересня 1925 року, в складі сільської ради, увійшло до новоутвореного Довбишського району (від 9 вересня 1926 року — Мархлевський польський національний район); після його ліквідації, 17 жовтня 1935 року, до складу Баранівського району Київської області.
У жовтні 1935 року із села Биківка до Харківської області, на основі компрометуючих матеріалів НКВС, було виселено 8 польських родин (37 осіб). Серед виселених 10 осіб чоловічої статі, 13 жіночої, 14 дітей. Натомість на місце вибулих радянською владою переселялися колгоспники-ударники з Київської і Чернігівської областей.
10 грудня 1938 року, відповідно до постанови Житомирського обласного організаційного комітету «Про реалізацію Указу Президії Верховної Ради УРСР…», Биківці присвоєно категорію селища міського типу з одночасною реорганізацією сільської ради до рівня селищної. 14 травня 1939 року селище, в складі селищної ради, включене до новоствореного Щорського (згодом — Довбишський) району Житомирської області.
На фронтах Другої світової війни воювали 165 биківчан, понад 50 пішли до партизанського з'єднання, загинуло 63 чоловіки, 80 осіб відзначено нагородами.
В радянські часи в селищі існували середня школа, бібліотека, дільнична лікарня, дитячий садок, будинок культури, поштове відділення.
В складі селищної ради входило до Дзержинського (згодом — Романівський) району (28.11.1957 р., 4.01.1965 р.) та Новоград-Волинської міської ради (30.12.1962 р.).
12 червня 2020 року, відповідно до розпорядження Кабінету Міністрів України № 711-р «Про визначення адміністративних центрів та затвердження територій територіальних громад Житомирської області», територію та населені пункти Биківської селищної ради включено до складу Романівської селищної територіальної громади Житомирського району Житомирської області.
26 січня 2024 року, відповідно до Закону України «Про порядок вирішення окремих питань адміністративно-територіального устрою України» від 28 липня 2023 року, віднесене до категорії селищ.

## Господарка
В селищі розміщені Биківський склозавод, збудований 1852 року, мале підприємство «Биківське скло» та Биківське лісництво.

## Відомі люди
- Метельський Роман Едуардович (1966—2011) — український правник.